# Франсоа Раваяк
Франсоа Раваяк (на френски: François Ravaillac) е религиозен фанатик, убиец на крал Анри IV.

## Биография
Роден около 1578 г. в Ангулем, Франсоа Раваяк отначало е слуга, по-късно става учител. Силно религиозен, той прави опити да се присъедини към няколко монашески ордена, но в изпитателния период докато е послушник се проваля заради виденията, които има. За тази особеност един йезуит пише следното: "Той не получава видения, а халюцинации, резултат от умствено разстройство, което се вижда дори по лицето му". През 1609 г. получава видение, че трябва да убеди Анри IV да обърне хугенотите в истинската вяра. Опитва се да се срещне с краля, но това е невъзможно. Интерпретирайки намерението на Анри IV да завладее испанска Нидерландия като начало на война срещу папата, Раваяк решава, че трябва да го убие, за да го спре.
На 14 май 1610 г. Раваяк открадва нож от една странноприемница. Скрива се на улица Феронри в Париж, за да дебне преминаването на кралската каляска, тъй като кралят възнамерява да посети своя министър Сюли (който по това време лежи болен) в Арсенала. В четири часа следобед каляската пристига. Възползвайки се от внезапно задръстване в уличката, Раваяк се хвърля върху краля и му нанася два удара с нож в гърдите. Първият не е фатален, но вторият засяга единия бял дроб и предизвиква силен кръвоизлив. Кралят умира за няколко минути, а убиецът е задържан, за да не бъде линчуван от тълпата.
По време на разпитите Раваяк отрича някой да го е наел или да има съучастници. На 27 май е изправен на площад Грев пред крещящата тълпа. Дясната му ръка, с която е убил краля, е изгорена с гореща сяра. Гърдите, ръцете и краката му са разкъсани с клещи и са залети с разтопено олово, накрая е разчекнат между четири коня.
Близките му са изселени и е издаден указ, с който се забранява в кралството да се използва или да бъде носено от някого името Раваяк.
Убийството на Анри IV предизвиква остра полемика – отправят се обвинения към йезуитите, че са подтикнали Раваяк към това деяние. Изказват се предположения, че то е било замислено от кръг заговорници, сред които съпругата на краля Мария Медичи, херцог д`Епернон, маркиза дьо Верньой (някогашна метреса на Анри IV), както и теории, според които това покушение е дело на испанската корона.
Тезата за заговора се потвърждава през януари 1611 г. и от обвиненията на мадам Жаклин д`Ескоман, която е познавала Раваяк и която обвинява директно херцог д`Епернон като отговорен за смъртта на краля. Заради тези си обвинения тя е хвърлена в затвора до края на дните си.
В книгата си „Странната смърт на Анри IV“ (1964 г.) („L'Étrange Mort de Henri IV“) Филип Ерланже твърди, че при пристигането си в Париж Раваяк е бил настанен в дома на Шарлот дю Тиле, метреса на херцог д`Епернон. Според него зад убийството стоят именно херцогът, Анриет д`Антраг и Шарлот дю Тиле.